# Termită
Termitele reprezintă un grup de insecte sociale, incluși în ordinul Isoptera. Termitele au grijă de puii de termita în mod colectiv. Ele sunt detritivore majore, în special în regiunile tropicale și subtropicale, paticipă la reciclarea lemnului, frunzelor și a altor părți al plantelor. Termitele se divid în lucrători, soldați și indivizii fertili. Corpul lucrătorilor este alb, de 10 mm lungime. Ochii sunt reduși sau lipsesc. Indivizii ce participă la reproducere au corpul de culoare brună și două perechi de aripi.

## Mușuroi

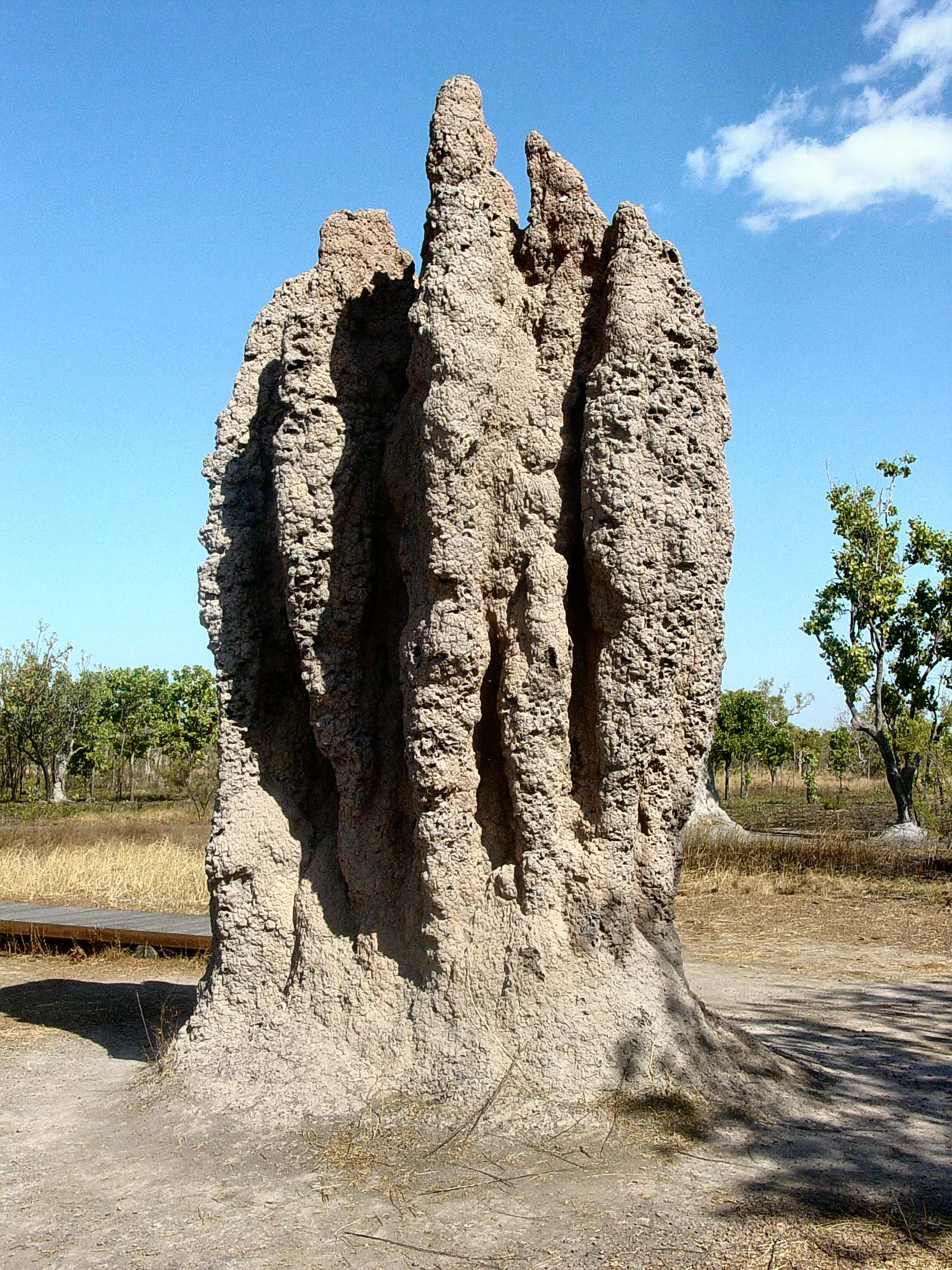
Muşuroi din Australia
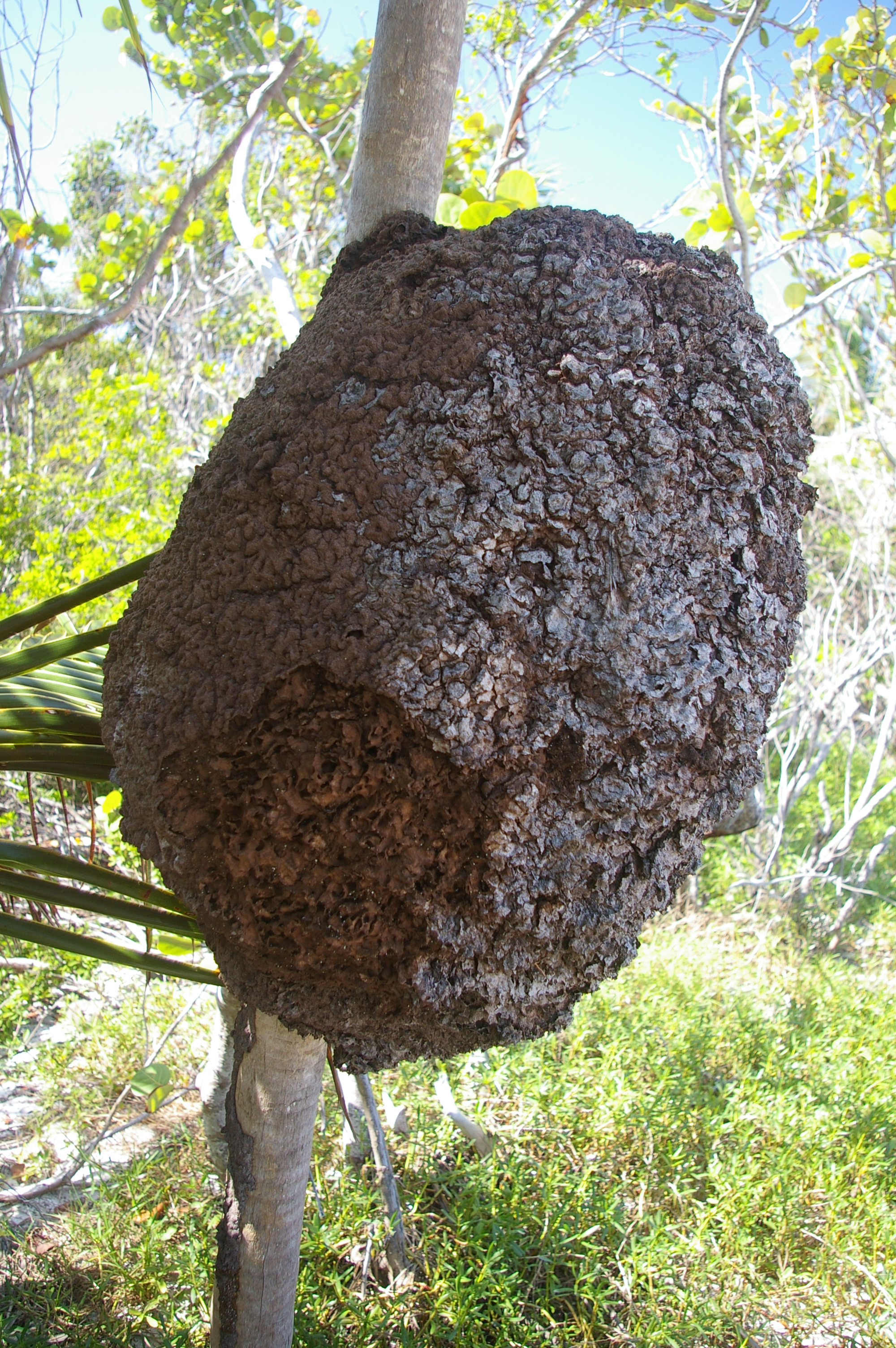
Muşuroi arboreal din Mexic
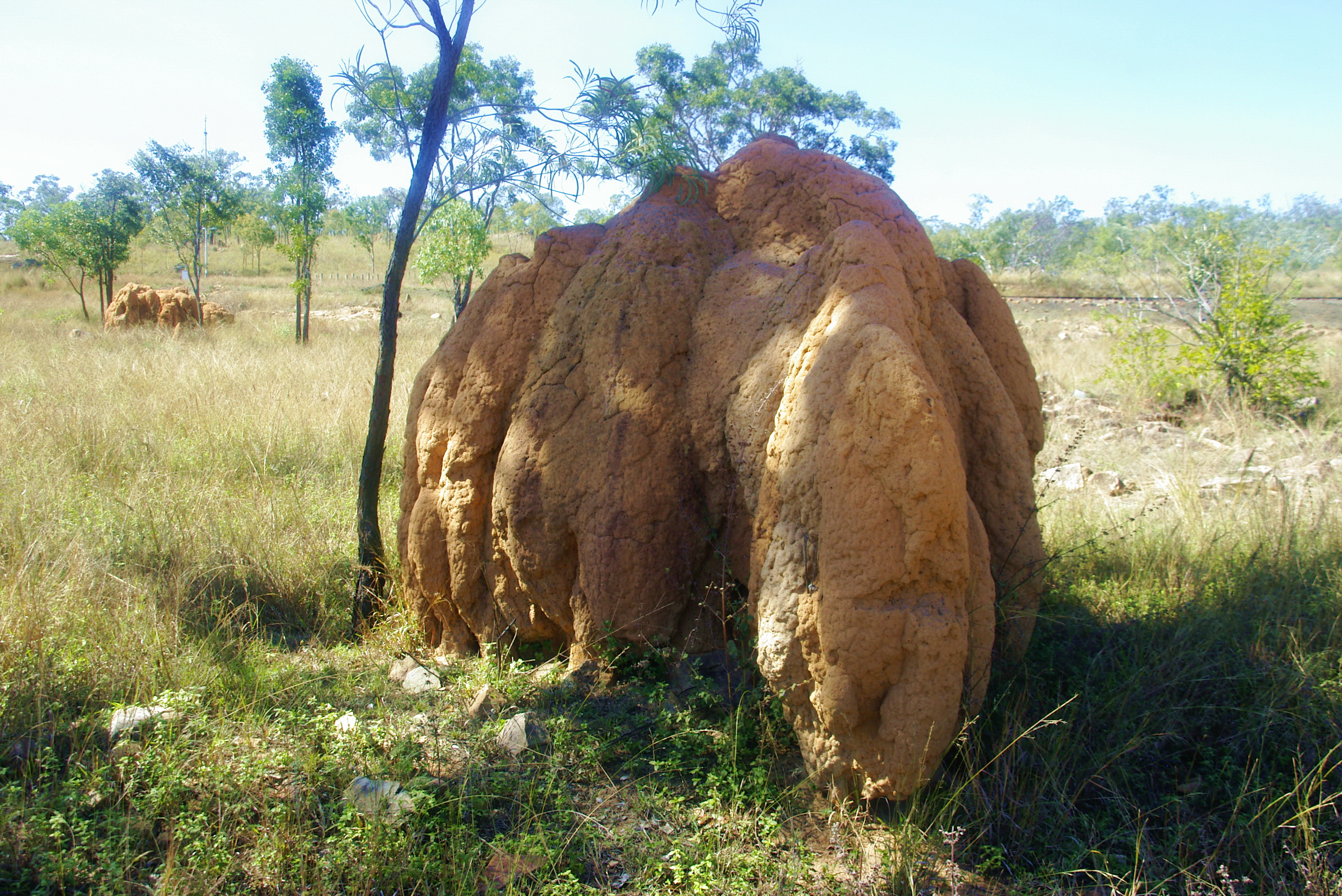
Muşuroi